# De korsikanska bröderna (1985)
De korsikanska bröderna (originaltitel: The Corsican Brothers) är en brittisk äventyrsfilm från 1985 i regi av Ian Sharp, baserad på romanen Blodshämnden (Les Frères corses) av Alexandre Dumas den äldre.

## Handling
Tvillingbröderna Louis och Lucien är enäggstvillingar men totalt olika till sinnet. Luis är mild och fredlig och vill inte delta i familjefejden mot familjen Guidice. Det vill däremot Lucien. En ytterligare komplikation är att båda förälskat sig i Annamarie från "fiendefamiljen".

## Medverkande (i urval)
- Trevor Eve - Louis de Franchi/Lucien de Franchi
- Geraldine Chaplin - Madame Savilia de Franchi
- Olivia Hussey - Annamarie de Guidice
- Simon Ward - Chateau-Renaud
- Donald Pleasence - The Chancellor
- Roy Dotrice